# Mercado de pulgas

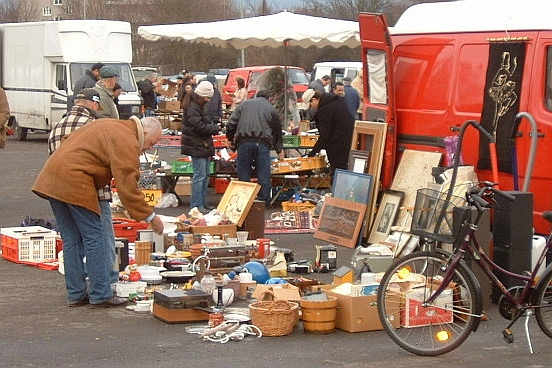
Comerciantes no mercado de pulgas.

Um mercado de pulgas é uma feira ou bazar ao ar livre onde geralmente se vendem velharias e artigos usados.